# Томас Нюдаль
Томас Нюдаль (швед. Tomas Nydahl; нар. 21 березня 1968) — колишній шведський тенісист.
Найвищу одиночну позицію світового рейтингу — 72 місце досяг 4 травня 1998, парну — 103 місце — 18 грудня 1989 року.
Найвищим досягненням на турнірах Великого шолома було 2 коло в одиночному та парному розрядах.

## Фінали турнірів ATP за кар'єру

### Парний розряд: 3 (3 поразки)
| Легенда                         |
| ------------------------------- |
| Турніри Великого шлема (0–0)    |
| Фінали Світового туру ATP (0–0) |
| Серія Мастерс ATP (0–0)         |
| Серія турнірів ATP (0–0)        |
| Світова серія ATP (0–3)         |

| Фінали за покриттям |
| ------------------- |
| Тверде (0–0)        |
| Ґрунт (0–2)         |
| Трава (0–0)         |
| Килим (0–1)         |

| Фінали за типом корту |
| --------------------- |
| Відкритий корт (0–3)  |
| Закритий корт (0–0)   |

| Результат | В-П | Дата     | Турнір               | Рівень        | Покриття | Партнер             | Суперники                   | Рахунок       |
| --------- | --- | -------- | -------------------- | ------------- | -------- | ------------------- | --------------------------- | ------------- |
| Поразка   | 0–1 | Чер 1989 | Болонья, Італія      | Світова серія | Ґрунт    | Єрґен Віндаль       | Серхіо Касаль Хав'єр Санчес | 2–6, 3–6      |
| Поразка   | 0–2 | Лип 1993 | Swedish Open, Швеція | Світова серія | Ґрунт    | Браян Девенінг      | Генрік Гольм Андерс Яррід   | 1–6, 6–3, 3–6 |
| Поразка   | 0–3 | Лют 1997 | Шанхай, КНР          | Світова серія | Килим    | Стефано Пескосолідо | Максим Мирний Кевін Ульєтт  | 6–7, 7–6, 5–7 |

## Фінали ATP Челленджер і ITF Ф'ючерс

### Одиночний розряд: 11 (7–4)
| Легенда              |
| -------------------- |
| ATP Челленджер (7–4) |
| ITF Ф'ючерс (0–0)    |

| Фінали за покриттям |
| ------------------- |
| Тверде (0–0)        |
| Ґрунт (6–4)         |
| Трава (0–0)         |
| Килим (1–0)         |

| Результат | В-П | Дата     | Турнір                    | Рівень     | Покриття | Суперник          | Рахунок       |
| --------- | --- | -------- | ------------------------- | ---------- | -------- | ----------------- | ------------- |
| Поразка   | 0-1 | Чер 1991 | Севілья, Іспанія          | Челленджер | Ґрунт    | Ларс Кословскі    | 2–6, 6–3, 6–7 |
| Поразка   | 0-2 | Лип 1991 | Новий Ульм, Німеччина     | Челленджер | Ґрунт    | Родольф Жільбер   | 2–6, 4–6      |
| Поразка   | 0-3 | Чер 1992 | Кельн, Німеччина          | Челленджер | Ґрунт    | Кеннет Карлсен    | 2–6, 3–1 ret. |
| Перемога  | 1-3 | Лют 1993 | Емден, Німеччина          | Челленджер | Килим    | Давід Енгель      | 7–6, 4–6, 6–3 |
| Перемога  | 2-3 | Лис 1995 | Ахмадабад, Індія          | Челленджер | Ґрунт    | Еял Ран           | 6–4, 6–0      |
| Перемога  | 3-3 | Чер 1996 | Вайден, Німеччина         | Челленджер | Ґрунт    | Томмі Гаас        | 6–3, 3–6, 7–6 |
| Поразка   | 3-4 | Чер 1997 | Фюрт, Німеччина           | Челленджер | Ґрунт    | Давіде Сангінетті | 4–6, 2–6      |
| Перемога  | 4-4 | Чер 1997 | Айзенах, Німеччина        | Челленджер | Ґрунт    | Давіде Сангінетті | 6–3, 6–1      |
| Перемога  | 5-4 | Жов 1997 | Ліма, Перу                | Челленджер | Ґрунт    | Олівер Гросс      | 4–6, 6–0, 6–4 |
| Перемога  | 6-4 | Жов 1997 | Гуаякіль, Еквадор         | Челленджер | Ґрунт    | Маріано Сабалета  | 6–0, 6–3      |
| Перемога  | 7-4 | Вер 1998 | Единбург, Велика Британія | Челленджер | Ґрунт    | Ян-Фруде Андерсен | 6–4, 6–1      |

### Парний розряд: 15 (6–9)
| Легенда              |
| -------------------- |
| ATP Челленджер (6–9) |
| ITF Ф'ючерс (0–0)    |

| Фінали за покриттям |
| ------------------- |
| Тверде (0–0)        |
| Ґрунт (5–8)         |
| Трава (0–0)         |
| Килим (1–1)         |

| Результат | В-П | Дата     | Турнір                | Рівень     | Покриття | Партнер           | Суперники                           | Рахунок       |
| --------- | --- | -------- | --------------------- | ---------- | -------- | ----------------- | ----------------------------------- | ------------- |
| Перемога  | 1–0 | Лис 1990 | Мюнхен, Німеччина     | Челленджер | Килим    | Петер Нюборґ      | Ярослав Булант Джанлука Поцці       | 6–2, 1–6, 7–6 |
| Поразка   | 1–1 | Лип 1990 | Ганко, Фінляндія      | Челленджер | Ґрунт    | Петер Свенссон    | Йоган Андерсон Ларс-Андерс Вальгрен | 3–6, 5–7, 0–6 |
| Перемога  | 2–1 | Вер 1991 | Бухарест, Румунія     | Челленджер | Ґрунт    | Ларс Кословскі    | Георге Косак Флорін Сегирчяну       | 6–3, 2–6, 6–3 |
| Поразка   | 2–2 | Січ 1992 | Гайльбронн, Німеччина | Челленджер | Килим    | Сандер Гройн      | Дуг Ейзенман Бент-Уве Педерсен      | 1–6, 3–6      |
| Перемога  | 3–2 | Лип 1992 | Севілья, Іспанія      | Челленджер | Ґрунт    | Хрістер Альґорд   | Серхіо Кортес Сезар Кіст            | 6–3, 6–2      |
| Поразка   | 3–3 | Вер 1993 | Прага, Чехія          | Челленджер | Ґрунт    | Мікаель Тільстрем | Давід Рікл Павел Візнер             | 2–6, 6–7      |
| Поразка   | 3–4 | Бер 1994 | Агадір, Марокко       | Челленджер | Ґрунт    | Бернд Карбахер    | Ктіслав Доседель Марк Куверманс     | 7–6, 3–6, 6–7 |
| Перемога  | 4–4 | Вер 1994 | Мерано, Італія        | Челленджер | Ґрунт    | Саймон Юл         | Емануел Коуту Жоао Кунья е Сілва    | 6–4, 4–6, 6–4 |
| Поразка   | 4–5 | Вер 1994 | Венеція, Італія       | Челленджер | Ґрунт    | Саймон Юл         | Крістіан Бранді Федеріко Мордеган   | 3–6, 6–4, 3–6 |
| Перемога  | 5–5 | Жов 1995 | Сиракуза, Італія      | Челленджер | Ґрунт    | Магнус Норман     | Тодд Ларкхем Том Ванхудт            | 6–3, 6–4      |
| Поразка   | 5–6 | Кві 1996 | Неаполь, Італія       | Челленджер | Ґрунт    | Гірт Дзелде       | Омар Кампорезе Дієго Наргісо        | 6–3, 4–6, 6–7 |
| Поразка   | 5–7 | Тра 1996 | Дрезден, Німеччина    | Челленджер | Ґрунт    | Гірт Дзелде       | Ула Крістіанссон Мортен Ренстрем    | 6–3, 2–6, 5–7 |
| Поразка   | 5–8 | Чер 1996 | Вайден, Німеччина     | Челленджер | Ґрунт    | Гірт Дзелде       | Джон Ліч Мозе Наварра               | 6–7, 5–7      |
| Поразка   | 5–9 | Вер 1996 | Альпірсбах, Німеччина | Челленджер | Ґрунт    | Гірт Дзелде       | Єнс Кніппшильд Карстен Браш         | 6–1, 3–6, 5–7 |
| Перемога  | 6–9 | Жов 1997 | Гуаякіль, Еквадор     | Челленджер | Ґрунт    | Габор Кевеш       | Дієго дель Ріо Маріано Пуерта       | 2–6, 6–3, 7–6 |

## Досягнення
| W | Ф | ПФ | ЧФ | #Р | КТ | К# | DNQ | A | NH |

### Одиночний розряд
| Турніри Великого шлему                 |     |     |     |     |     |     |       |     |     |
| Відкритий чемпіонат Австралії з тенісу |     | 2р  |     |     |     | 1р  | 0 / 2 | 1–2 | 33% |
| Відкритий чемпіонат Франції з тенісу   | К1р | К1р | К1р | К1р |     | 1р  | 0 / 1 | 0–1 | 0%  |
| Вімблдонський турнір                   | К3р |     |     |     |     | 2р  | 0 / 1 | 1–1 | 50% |
| Відкритий чемпіонат США з тенісу       |     |     |     |     | К2р |     | 0 / 0 | 0–0 | –   |
| В-П                                    | 0–0 | 1–1 | 0–0 | 0–0 | 0–0 | 1–3 | 0 / 4 | 2–4 | 33% |
| Серія Мастерс ATP                      |     |     |     |     |     |     |       |     |     |
| Індіан-Веллс                           |     |     | К2р | К1р |     |     | 0 / 0 | 0–0 | –   |
| Відкритий чемпіонат Маямі з тенісу     |     |     | К2р | 2р  |     | 1р  | 0 / 2 | 0–2 | 0%  |
| Монте-Карло                            |     | К1р |     | К2р |     | К2р | 0 / 0 | 0–0 | –   |
| Гамбург                                |     |     |     |     | 1р  |     | 0 / 1 | 0–1 | 0%  |
| В-П                                    | 0–0 | 0–0 | 0–0 | 0–1 | 0–1 | 0–1 | 0 / 3 | 0–3 | 0%  |

### Парний розряд
| Турніри Великого шлему                 |     |     |     |     |     |     |     |     |     |     |       |     |     |
| Відкритий чемпіонат Австралії з тенісу |     |     |     |     |     |     |     |     |     |     | 0 / 0 | 0–0 | –   |
| Відкритий чемпіонат Франції з тенісу   | 2р  | 1р  |     |     |     |     |     |     |     |     | 0 / 2 | 1–2 | 33% |
| Вімблдонський турнір                   |     |     |     |     | К1р |     |     |     |     |     | 0 / 0 | 0–0 | –   |
| Відкритий чемпіонат США з тенісу       |     |     |     |     |     |     |     |     | К2р |     | 0 / 0 | 0–0 | –   |
| В-П                                    | 1–1 | 0–1 | 0–0 | 0–0 | 0–0 | 0–0 | 0–0 | 0–0 | 0–0 | 0–0 | 0 / 2 | 1–2 | 33% |
| Серія Мастерс ATP                      |     |     |     |     |     |     |     |     |     |     |       |     |     |
| Відкритий чемпіонат Маямі з тенісу     |     |     |     |     |     |     | 1р  |     |     | К1р | 0 / 1 | 0–1 | 0%  |
| Монте-Карло                            |     |     |     |     |     | К1р |     | К2р |     | 1р  | 0 / 1 | 0–1 | 0%  |
| Гамбург                                |     |     |     |     |     |     |     |     | 1р  |     | 0 / 1 | 0–1 | 0%  |
| В-П                                    | 0–0 | 0–0 | 0–0 | 0–0 | 0–0 | 0–0 | 0–1 | 0–0 | 0–1 | 0–1 | 0 / 3 | 0–3 | 0%  |